# 立川洋三
立川 洋三（たつかわ ようぞう、1928年7月5日 - 2011年10月11日）は、日本のドイツ文学者。立教大学名誉教授。

## 人物
愛知県名古屋市出身。東京大学文学部独文科卒業。
立教大学文学部独文科にて助教授、教授を務めて1994年に退職し、名誉教授。
1964年には「ラッペル狂詩曲」で芥川賞（下期）候補に上った経歴を持ち、大学教授を引退した後に小説執筆を再開した。
2011年10月11日、胃癌のため神奈川県横浜市鶴見区の病院で死去。83歳没。

## 著書
- 分詞の用法 三修社 1960.7 (ドイツ語文庫)
- ラッペル狂詩曲 筑摩書房 1969
- フォンターネの世界 春光社 1988.12
- 異説の足どり 立川洋三作品集 夏目書房 1996.1
- 朝焼け 立川洋三短篇集 近代文芸社 1999.2
- 悪魔の子守唄 近代文芸社 2000.9 (近代文芸社新書)
- 聖ゲルトラウデ 作品社 2002.6
- 幸福のバラード 作品社 2003.5
- 解体白書をもう一度 東洋出版 2005.9
- 勿笑草（わらうなぐさ） 朝日出版社 2009.6
- いつの日にか 朝日出版社 2009.10

## 翻訳
- 悪童物語 ルードヴィヒ・トーマ 常木実共訳 三修社 1957 (ドイツ語文庫)
- 先史時代への情熱 ハインリヒ・シュリーマン 世界教養全集 平凡社 1962
- 審判 カフカ 世界文学全集 集英社 1969
- 変身・城 カフカ 世界文学全集 学習研究社 1977.12
- ゲーテ全集 4 同罪者 潮出版社 1979.7
- シュテヒリン湖 テーオドア・フォンターネ 白水社 1984.7
- セシールの秋 テーオドア・フォンターネ 三修社 1996.10
- 迷誤あれば テーオドア・フォンターネ 三修社 1997.3
- 北の海辺 テーオドア・フォンターネ 晶文社 1998.6

## 記念論集
- 探究ドイツの文学と言語 立川洋三先生定年退職記念論文集 東洋出版 1995.3

## 参考資料
- 立川洋三 - ウェイバックマシン（2010年1月29日アーカイブ分） - 芥川賞候補の群像